# Anulocaulis eriosolenus
Anulocaulis eriosolenus är en underblomsväxtart som först beskrevs av John Torrey, och fick sitt nu gällande namn av Paul Carpenter Standley. Anulocaulis eriosolenus ingår i släktet Anulocaulis och familjen underblomsväxter. Inga underarter finns listade i Catalogue of Life.